# Powikłania oczodołowe zapalenia zatok przynosowych
Powikłania oczodołowe zapalenia zatok przynosowych - są obok powikłań śródczaszkowych skutkiem nieleczonego zapalenia zatok. Zakażenie z ogniska w zatokach szerzy się zwykle przez ciągłość na sąsiadujące oczodoły. Wysokim ryzykiem powikłań oczodołowych obarczone są dzieci ze względu na cienkie ściany zatok. Do powikłań tych należą:
- ropień podokostnowy w przyśrodkowym kącie oka ponad woreczkiem łzowym – w zapaleniu zatok czołowych lub sitowych,
- ropień podokostnowy we wnętrzu oczodołu, mogący wypchnąć gałkę oczną,
- przebicie zatoki czołowej w okolicy łuku brwiowego,
- ropowica oczodołu – obrzęk powiek i spojówek, wytrzeszcz, szybkie pogarszanie się wzroku, ból zwiększający się podczas ucisku na gałkę oczną oraz przy jej ruchach, które ponadto są ograniczone ze względu na zniszczenie mięśni okoruchowych i nerwów,
- zespół szczytu oczodołu:
  - uszkodzenie wzroku,
  - opadnięcie powieki,
  - podwójne widzenie,
  - silny ból głowy,
- pozagałkowe zapalenie nerwu wzrokowego (rzadkie).